# Blaue Rasselblume

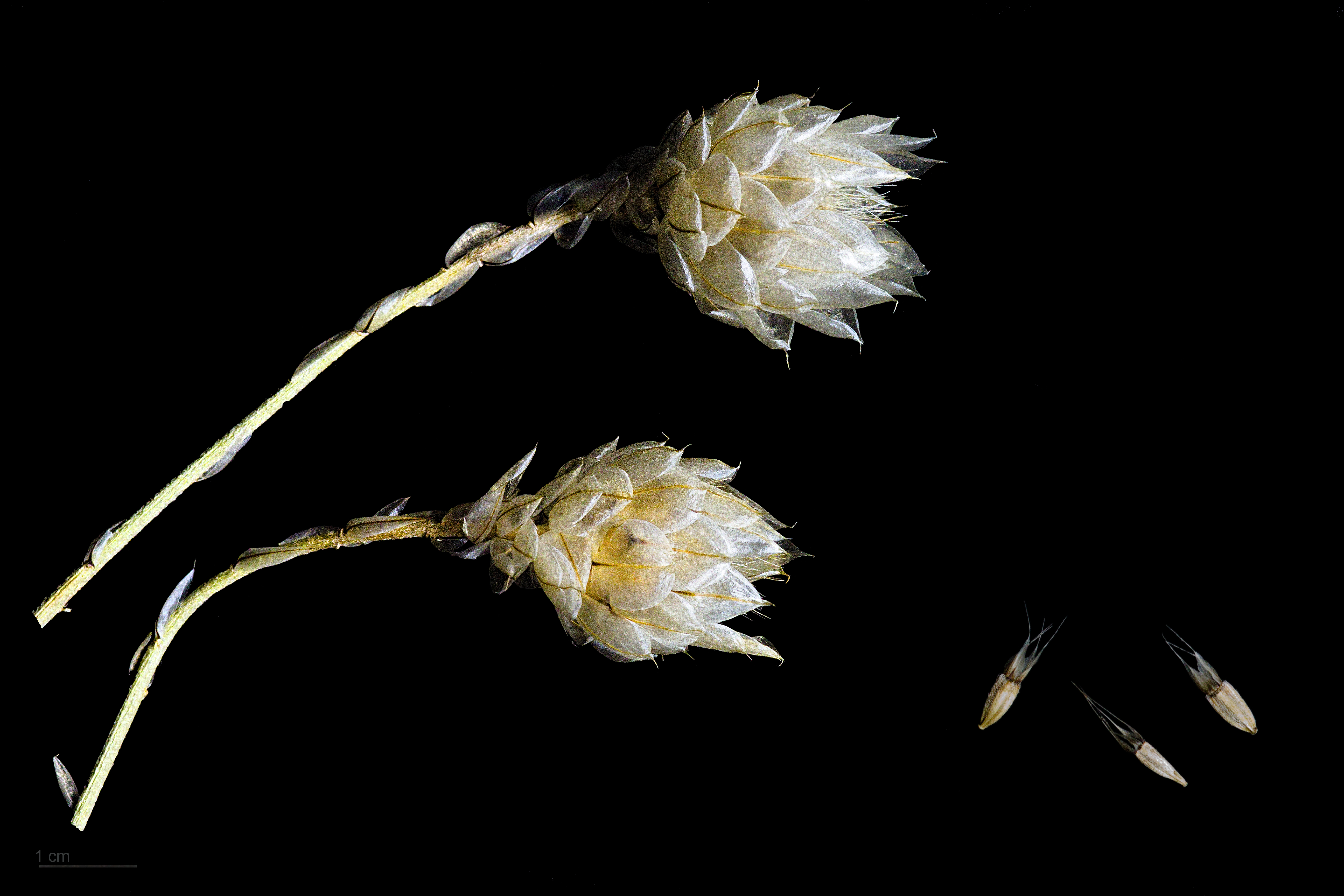
Catananche caerulea

Die Blaue Rasselblume (Catananche caerulea), auch Amorpfeil genannt, ist eine Pflanzenart aus der Gattung der Rasselblumen (Catananche) in der Familie der Korbblütler (Asteraceae).

## Merkmale

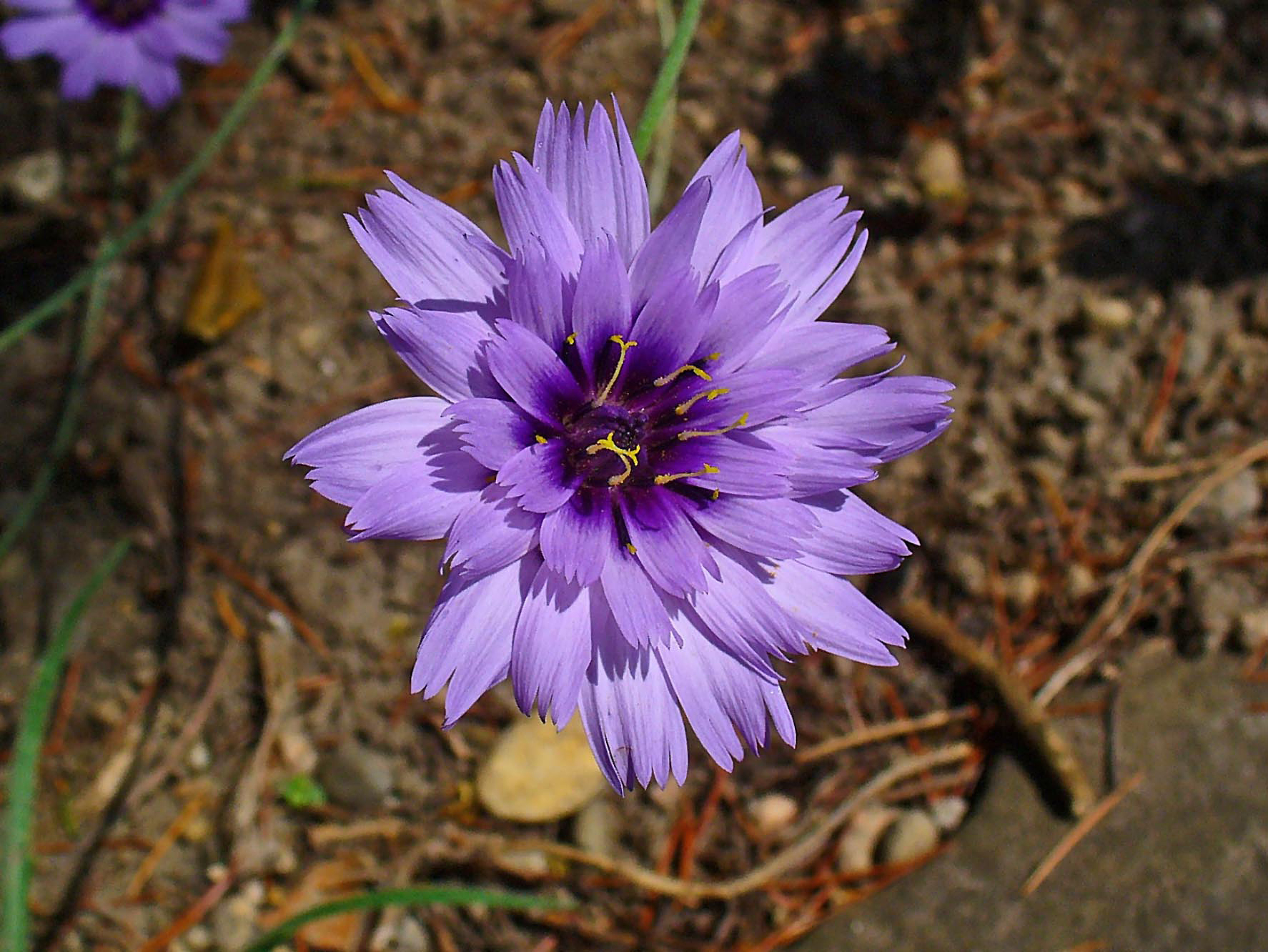
Blütenkopf

Die Blaue Rasselblume ist eine ausdauernde Pflanze, die Wuchshöhen von 40 bis 80 Zentimeter erreicht. Die Blätter sind grau behaart, linealisch, dreinervig und ganzrandig oder haben 2 bis 4 entfernte Zähne. Sie sind bis zu 15 Zentimeter lang und fast alle grundständig. Die Köpfe sind einzeln, lang gestielt und haben einen Durchmesser von 3 bis 4 Zentimeter. Der Stiel hat schuppenförmige Blätter. Die Randblüten sind blau, die mittleren purpurn. Die Hüllblätter sind silberhäutig und haben einen blauen Mittelnerv, die untersten sind am Stängel eingefügt.
Blütezeit ist von Mai bis Juli, zum Teil bis August.
Die Chromosomenzahl beträgt 2n = 18 oder 36.

## Vorkommen
Die Blaue Rasselblume kommt in Südwest-Europa und dem westlichen Mittelmeergebiet in Garriguen und lichten Wäldern vor. Das Verbreitungsgebiet umfasst Marokko, Algerien, Tunesien, Libyen, Portugal, Spanien, Andorra, Frankreich und Italien.

## Nutzung
Die Blaue Rasselblume wird als Zierpflanze für Rabatten und als Schnittblume genutzt. Sie ist seit spätestens 1588 in Kultur. Es gibt einige Sorten. Die Sorte 'Alba' hat weiße Blüten, 'Major' hat größere Köpfe, diese sind blauviolett und in der Mitte violett.